# Parapercis decemfasciata
Parapercis decemfasciata is een straalvinnige vissensoort uit de familie van krokodilvissen (Pinguipedidae). De wetenschappelijke naam van de soort is voor het eerst geldig gepubliceerd in 1910 door Franz.